# Altispinax dunkeri
Altispinax (il cui nome significa "dalle alte spine") è un dubbio genere estinto di dinosauro teropode vissuto nel Cretaceo inferiore, circa 140-133 milioni di anni fa (Valanginiano), in quella che oggi è la Formazione Wadhurst nell'East Sussex, Inghilterra. Il genere contiene una singola specie, ossia A. dunkeri.

## Storia della scoperta
Probabilmente intorno al 1850, il collezionista di fossili Samuel Husbands Beckles scoprì alcuni noduli con ossa di dinosauro in una cava vicino a Battle, East Sussex, che inviò al paleontologo Richard Owen, che li descrisse nel 1856. Owen fece fare una litografia da Joseph Dinkel dell'esemplare principale, una serie di tre vertebre posteriori caratterizzate da spine neurali molto alte. L'immagine apparve anche in un'edizione del 1884 di un volume del 1855 della sua opera standard sui rettili fossili britannici, portando all'incomprensione che i fossili fossero stati recuperati intorno al 1884. Owen riferì gli esemplari a Megalosaurus bucklandii e concluse che si trattasse di vertebre provenienti dalla regione delle spalle. Si pensa che Owen fosse già a conoscenza di questo ritrovamento nel 1853 quando ordinò a Benjamin Waterhouse Hawkins di mettere una gobba a livello delle spalle della sua scultura a grandezza naturale di Megalosaurus nel Crystal Palace Park, che ispirò nuovamente altri restauri del XIX secolo.

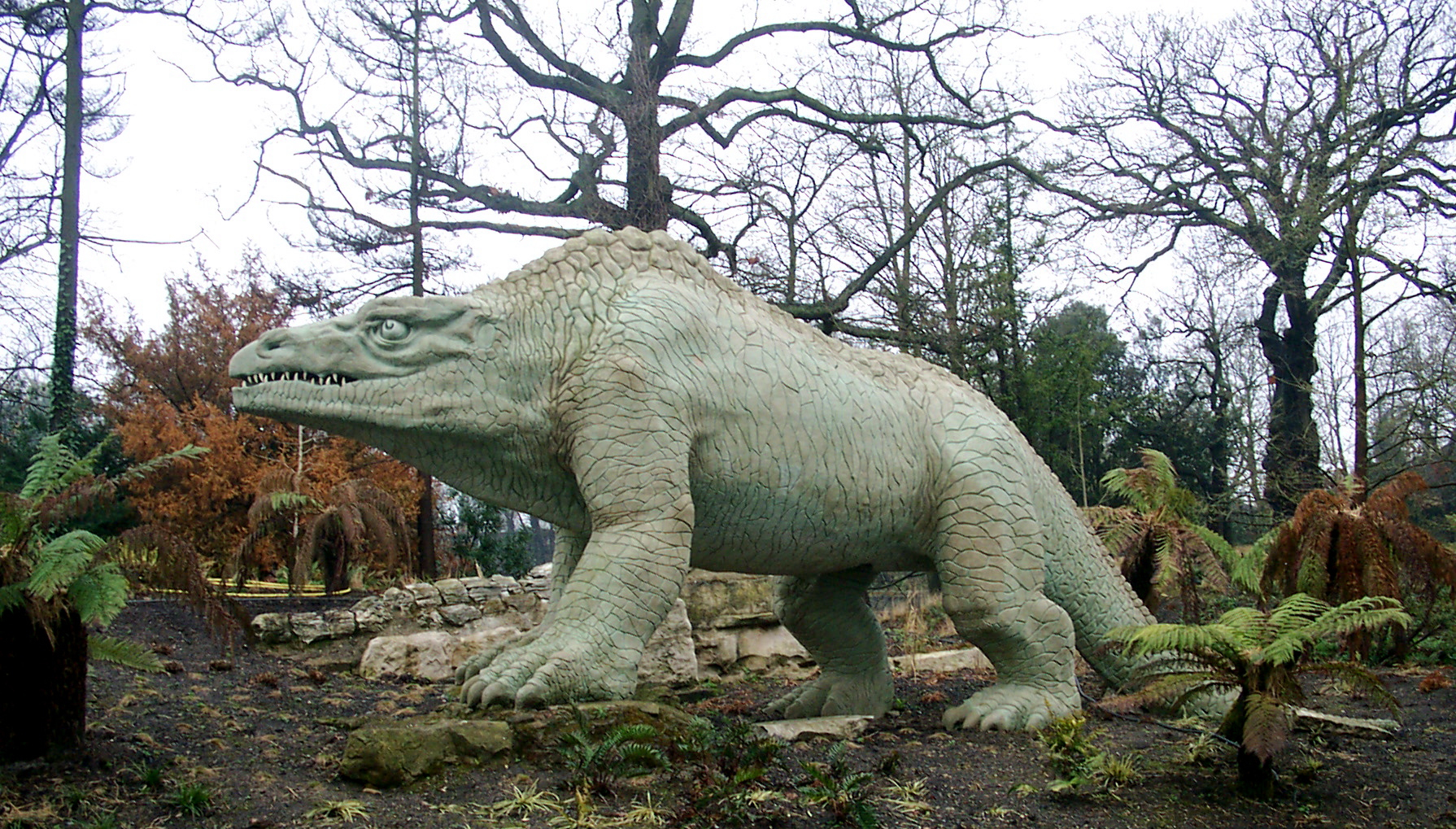
Il Megalosaurus con la gobba, al Crystal Palace Park, Londra

L'esemplare fossile, ora catalogato come NHMUK R1828, venne probabilmente rinvenuto in uno strato dell'Hastings Bed Group risalente al tardo Valanginiano, ed è costituito da una serie di tre vertebre dorsali posteriori. Owen riferì anche la presenza nei noduli di due costole destre e di due serie aggiuntive di due centri vertebrali dorsali ciascuna. Olshevskij pensava che l'olotipo rappresentasse l'ottava, la nona e la decima vertebra dorsale; ricercatori successivi, tuttavia, hanno ipotizzato che fossero rappresentassero la decima, l'undicesima e il dodicesima.
Nel 1888, Richard Lydekker confrontò queste vertebre con materiale riferito a Megalosaurus dunkeri, una specie del Cretaceo rappresentata da un singolo dente rinvenuto in Germania. Nel 1923 Friedrich von Huene creò un genere separato per Megalosaurus dunkeri, usando le tre vertebre come base per questo genere, notando che erano diverse da quelle di Megalosaurus, e creò il nome Altispinax (che significa "dalle alte spine") in base al loro aspetto. Molti ricercatori successivi conclusero che Megalosaurus dunkeri avesse quindi ricevuto un nuovo nome di genere come Altispinax dunkeri, una combinazione effettivamente utilizzata per la prima volta nel 1939 da Oskar Kuhn.

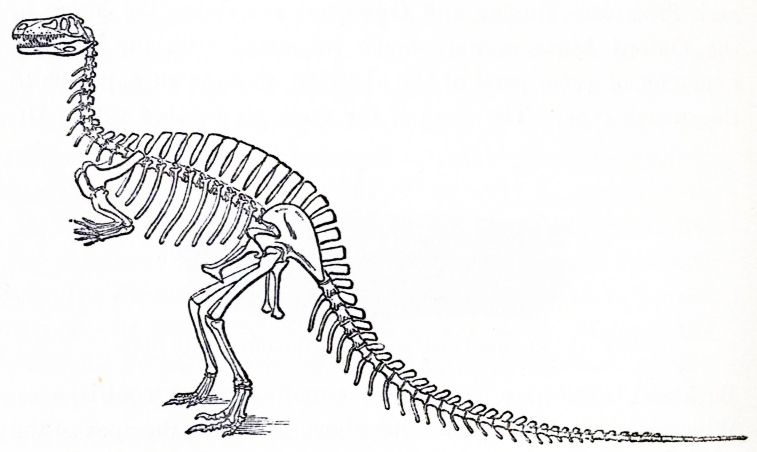
Ricostruzione di Von Meyer del Megalosaurus dalle lunghe spine neurali

Successivamente, i ricercatori considerarono Altispinax un nomen dubium perché il singolo dente non era diagnostico. Non è stato possibile dimostrare alcuna relazione tra il dente e le vertebre. Alle vertebre fu quindi dato un nuovo nome nel 1988 da Gregory Paul. Paul ipotizzò che le vertebre rappresentassero una possibile nuova specie di Acrocanthosaurus, che nominò Acrocanthosaurus? altispinax. Il nome specifico venne volutamente reso identico al vecchio nome generico, per sottolineare che entrambi si riferivano alle vertebre originali. Come indicato dal punto interrogativo, Paul stesso era incerto su questa classificazione, per questo motivo, nel 1991, un nuovo genere, Becklespinax, venne eretto per le vertebre da George Olshevsky, in onore di chi per primo rinvenne le vertebre, Samuel Husbands Beckles. Il nuovo nome combinato della specie tipo Acrocanthosaurus? altispinax, divenne così Becklespinax altispinax. I nomi delle specie Altispinax altispinax e Altispinax lydekkerhueneorum divennero i suoi sinonimi junior.
Nel 2016, Michael Maisch pubblicò un riesame di questa contorta storia della classificazione. Maisch concluse che von Huene, quando nominò Altispinax dunkeri, basò deliberatamente la specie sulle vertebre e non sul dente di Megalosaurus dunkeri. Poiché entrambe le specie erano basate su esemplari tipo diversi, i ricercatori successivi sbagliarono a considerarle la stessa specie. Piuttosto, secondo l'interpretazione di Maisch delle regole dell'ICZN, Altispinax dunkeri (nome basato unicamente sulle vertebre) e Megalosaurus dunkeri (basato unicamente sul dente proveniente dalla Germania) sono due specie distinte che condividono lo stesso nome di specie. Poiché i nomi successivi creati da Paul e Olshevsky erano basati sulle stesse vertebre usate da von Huene per denominare Altispinax dunkeri, tutti questi nomi successivi devono essere considerati sinonimi junior, e Altispinax dunkeri, essendo stato nominato per primo, ha la priorità come nome corretto per questa specie.

### Altre specie

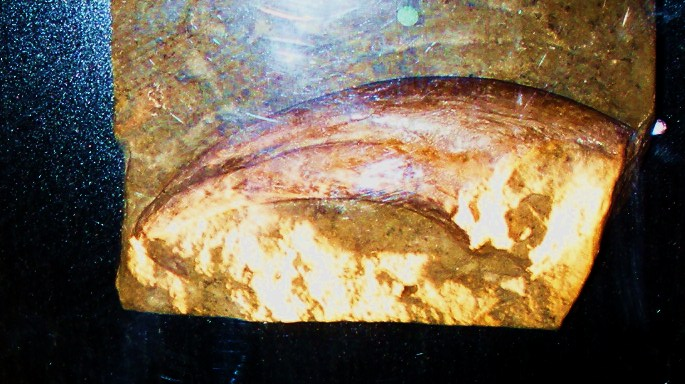
Artiglio del piede (esemplare BMNH 2482) riferito provvisoriamente ad Altispinax da von Huene nel 1926, al Museo di Storia Naturale, Londra

In seguito alla nomina del genere Altispinax, altre quattro specie vennero nominate e assegnate al genere. Nel 1923, von Huene ribattezzò Megalosaurus oweni, eretto da Lydekker nel 1889, basato sul metatarso BMNH R2559, come Altispinax oweni. Nel 1991, Olshevskij creò un genere separato, Valdoraptor, per questa specie. Nel 1932, von Huene rinominò Megalosaurus parkeri, eretto da Huene nel 1923, come Altispinax parkeri. Successivamente, nel 1964 questa specie venne assegnata ad un proprio genere separato, Metriacanthosaurus.

## Descrizione
Paul, nel 1988, stimò delle dimensioni provvisorie per Altispinax, stimando un peso di 1 tonnellata e affermò che l'esemplare a cui appartenevano le vertebre era più piccolo dell'esemplare tipo di Acrocanthosaurus atokensis, che misura circa 8 metri di lunghezza.
Le tre vertebre posteriori di A. dunkeri del Sussex hanno spine neurali alte circa trentacinque centimetri, relativamente alte quanto quelle di Ichthyovenator. Le vertebre presentano delle rugosità irregolari nel terzo superiore. Secondo Ralph Molnar le due spine più vicine al cranio sono anchilosate o fuse. L'unica spina dorsale più vicina è alta solo circa due terzi delle altre e sembra che si sia spezzata, mentre la spina dorsale dietro ricopre in parte lo spazio vuoto, interpretato da Molnar come il risultato di un infortunio. Nel 2003, Darren Naish diede un'interpretazione diversa, suggerendo che il divario tra le vertebre fosse naturale. Negò che le due vertebre anteriori fossero anchilosate ma osservò che le spine neuronali dell'undicesima e della dodicesima vertebra erano unite in alto. Le spine sono espanse anche trasversalmente superiormente, con una larghezza di circa cinquantacinque millimetri. Naish ha anche sottolineato che Owen aveva notato le grandi depressioni ai lati dell'arco neurale e le aveva spiegate come risultato della pneumatizzazione, la prima volta che questo fenomeno sarebbe stato osservato esplicitamente in un dinosauro. Nel 2006, tuttavia, è stato riferito che già nel 1837 Christian Erich Hermann von Meyer aveva commentato questo fenomeno in Saurischia in generale. La scoperta di una cresta formata da vertebre toraciche che incorporano solo due spine neuronali in Concavenator, nel 2010, fornì la conferma che la breve colonna vertebrale anteriore di Altispinax potrebbe essere completa.
Olshevskij originariamente assegnò Altispinax agli Eustreptospondylidae. Nel 2003, Naish lo considerò un membro degli Allosauroidea. La maggior parte dei ricercatori attribuisce una collocazione meno precisa come Tetanurae incertae sedis.

## Nella cultura di massa
L'Altispinax compare all'interno del franchise di Jurassic Park nella serie animata Jurassic World - Teoria del caos, dove viene identificato col suo vecchio nome, Becklespinax.